# Parzatumar
Parzatumar (arm. ՊԱՐԶԱՏՈՒՄԱՐ) je druga knjiga tiskana na armenskom jeziku nakon Urbatagirka. Djelo je 1513. godine izdao armenski tiskar Hakob Meghapart koji je u Veneciji otvorio prvu armensku tiskaru. Armenija je u tom razdoblju bila dijelom Otomanskog Carstva tako da je armenska dijaspora odigrala ključnu ulogu u održavanju pisanog armenskog jezika i književne tradicije.
Djelo je napisano na klasičnom armenskom jeziku te je riječ o sinaksariju, odnosno zborniku crkvenih tekstova, žitija i službi posvećenih određenom prazniku ili svecu. Na kraju djela nalazi se grb tiskare.
Kopija Parzatumara je danas pohranjena u armenskoj nacionalnoj knjižnici zajedno uz Urbatagirk, prvu knjigu tiskanu na armenskom jeziku.

## Vidjeti također
- Urbatagirk